# Harmon Killebrew
Harmon Clayton Killebrew Jr. (Payette, Idaho, 29 de junio de 1936 - Scottsdale, Arizona, 17 de mayo de 2011) fue un destacado jugador de béisbol de las Grandes Ligas de Béisbol por su capacidad de batear jonrones.

## Trayectoria
Killebrew era un quarterback en la escuela secundaria estatal de Payette cuando el buscador de talentos (scout) Ossie Bluege de los Senadores de Washington lo vio jugar en un juego improvisado de béisbol. Después de ver la energía cruda de Harmon Killebrew, Bluege informó la novedad a los Senadores que lo firmaron inmediatamente con un contrato de 30.000 dólares. Debido a su gran prima, lo agregaron inmediatamente al equipo de Grandes Ligas en 1954 a la edad de 18 años, pero debido a su rápido desarrollo fue llamado "Bonus Baby]" (Bono del bebé). Solamente jugó cinco temporadas sin gran realce, pasando en varias oportunidades de jugador titular a suplente y enviado al equipo de Ligas Menores en Chattanooga. Jugando Killebrew con Chattanooga fue el primer jugador en batear un jonrón por encima de la pared central a unos 471 pies en el estadio de Engel. Finalmente regresó el equipo de las Mayores 1959, logrando 42 jonrones. A partir de 1961 los Senadores se trasladaron a Mineápolis, Minnesota rebautizándose como los Mellizos de Minnesota.
El 3 de junio de 1967, Killebrew logró el jonrón más largo en el antiguo estadio de los Mellizos, el Estadio Metropolitano, un batazo que aterrizó en la segunda cubierta de los blanqueadores, y 4 años más tarde el 10 de agosto de 1971, bateó su jonrón 500 de su carrera, también en el estadio metropolitano. A pesar de su apodo el asesino y su estilo de gran alcance de juego, Killebrew era de hecho un hombre reservado, de buen ánimo, que no compartía la forma de vida fiestera gozada por sus amigos. Le pidieron una vez que dijera qué hacía él para divertirse, y Killebrew respondió, "bueno, creo que me gusta lavar platos."

## Las lesiones y el adiós del béisbol con 573 jonrones en las Ligas Mayores
Las lesiones redujeron su eficacia a principios de los años 70, y optó por retirarse. Killebrew bateó 573 jonrones en su carrera (el octavo jugador con más jonrones en su haber hasta 2005) y lideró en 1.584 partidos. Lo eligieron para formar parte del Salón de la Fama de las Grandes Ligas en 1984. Una calle de Mineápolis lleva el nombre "Impulso de Killebrew" en su honor. Su número del uniforme 3 fue el primero en ser retirado por los Mellizos. Es actualmente el líder absoluto en jonrones para los jugadores nacidos en el estado de Idaho.

## Actividades filantrópicas posterior a su retiro del béisbol
Después de su retiro, Killebrew fue un exitoso empresario de seguros, planeamiento financiero, y ventas de coches. En 1990 se retiró del negocio para dedicarse de lleno a la caridad, especialmente en los centros para obras caritativas y de prevención y paliación de adicciones. En 1999, figuró en el lugar 69 en la lista de los 100 jugadores más grandes del béisbol, y fue nominado como finalista para el equipo principal del Siglo de la liga de béisbol. 

## Su ingreso en el Salón de la Fama en 1984
Killebrew es miembro del Salón de la Fama desde 1984. Debutó el 23 de junio de 1954 en el juego Senadores de Washington contra Medias Blancas de Chicago en el estadio Comiskey Park.
Solo jugó con tres equipos, Senadores de Washington y Mellizos de Minnesota (1954-1974) y jugó un solo año más con los Reales de Kansas City.